# El Alamein: Na linii ognia
El Alamein: Na linii ognia (wł. El Alamein – La linea del fuoco) – włoski film wojenny z 2002 roku w reżyserii Enzo Monteleone.

## Fabuła
Akcja filmu toczy się w 1942 roku w trakcie bitwy pod El Alamein pomiędzy siłami niemiecko-włoskimi i 8 Armią brytyjską, ukazując ją z włoskiego punktu widzenia. Głównym bohaterem jest młody włoski student Serra, który na ochotnika zaciąga się do wojska, kierowany chęcią przeżycia przygody i przekonany przez propagandę o rychłym ostatecznym zwycięstwie i zajęciu Aleksandrii.
W oddziale 28 pułku piechoty z Dywizji „Pavia”, do którego trafia, panują ciężkie warunki – upał w dzień, chłód w nocy, choroby, ciągły ostrzał artylerii brytyjskiej i ponawiane ataki wroga, a przede wszystkim rozpaczliwy brak zaopatrzenia – nawet w wodę. Wśród żołnierzy, wśród których doświadczeniem wyróżnia się weteran – sierżant Rizzo, panuje rosnące zniechęcenie i zobojętnienie. Nad beznadziejną sytuacją usiłuje zapanować porucznik Fiore – dowódca topniejącego liczebnie oddziału.

## Obsada
- Paolo Briguglia – szeregowiec Serra
- Emilio Solfrizzi – porucznik Fiore
- Luciano Scarpa – szeregowiec Spagna
- Pierfrancesco Favino – sierżant Rizzo
- Piero Maggiò – szeregowiec Tarozzi (obsługa moździerza)
- Fabio Ferri – ranny żołnierz
- Silvio Orlando – generał
- Roberto Citran – pułkownik
- Giuseppe Cederna – kapitan lekarz wojskowy
- Thomas Trabacchi – kapitan De Vita
- Andrea Bruno Savelli – porucznik saperów
- Sergio Albelli – porucznik Sforza z dywizji "Folgore"
- Ivan Bacchi – kierowca ciężarówki z koniem
- Antonio Petrocelli – kierowca ciężarówki z zaopatrzeniem
- Alessandro Sampaoli – bersalier motocyklista